# Bezjovo
Bezjovo este un sat din municipiul Podgorica, Muntenegru. Conform datelor de la recensământul din 2003, localitatea are 118 locuitori (la recensământul din 1991 erau 128 de locuitori).

## Demografie
În satul Bezjovo locuiesc 92 de persoane adulte, iar vârsta medie a populației este de 41,0 de ani (38,6 la bărbați și 43,3 la femei). În localitate sunt 40 de gospodării, iar numărul mediu de membri în gospodărie este de 2,95.
Această localitate este populată majoritar de sârbi (conform recensământului din 2003).
|  |

| Demografie | Demografie | Demografie |
| An         | Locuitori  | Locuitori  |
| ---------- | ---------- | ---------- |
|            |            |            |
|            |            |            |
|            |            |            |
|            |            |            |
| 1948       | 278        |            |
| 1953       | 258        |            |
| 1961       | 264        |            |
| 1971       | 240        |            |
| 1981       | 205        |            |
| 1991       | 128        | 128        |
| 2003       | 118        | 118        |

| \| Componența etnică conform recensământului din 2003[2] \| Componența etnică conform recensământului din 2003[2] \| Componența etnică conform recensământului din 2003[2] \| Componența etnică conform recensământului din 2003[2] \| Componența etnică conform recensământului din 2003[2] \| \| ----------------------------------------------------- \| ----------------------------------------------------- \| ----------------------------------------------------- \| ----------------------------------------------------- \| ----------------------------------------------------- \| \| \| \| \| \| \| \| Sârbi \| Sârbi \| \| 97 \| 82,2% \| \| Muntenegreni \| Muntenegreni \| \| 14 \| 11,86% \| \| necunoscută \| necunoscută \| \| 7 \| 5,93% \| |              |  |    |        |
| Componența etnică conform recensământului din 2003 |              |  |    |        |
| |              |  |    |        |
| Sârbi | Sârbi        |  | 97 | 82,2%  |
| Muntenegreni | Muntenegreni |  | 14 | 11,86% |
| necunoscută | necunoscută  |  | 7  | 5,93%  |